# Femtomètre

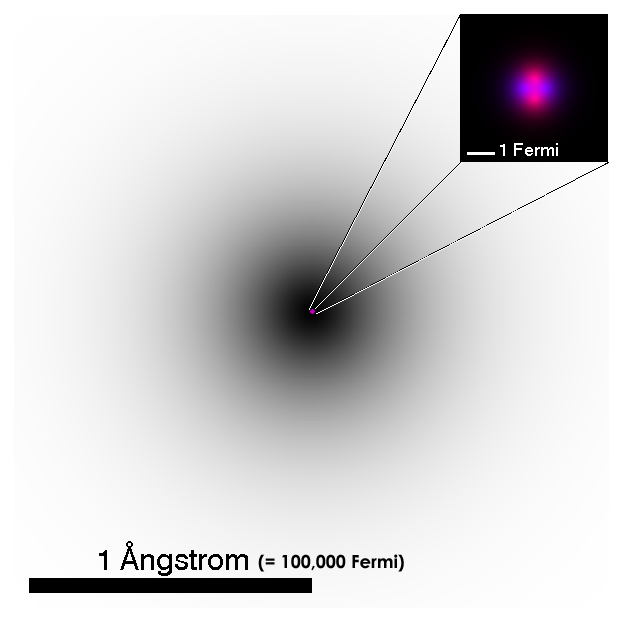
Représentation quasi-fidèle d'un atome d'hélium. Le nuage noir correspond à l'orbitale électronique 1s. Le zoom représente le noyau, avec les protons en rose et les neutrons en violet, qui est de l'ordre de 1 fm (1 Fermi). En réalité, le noyaur est aussi à symétrie sphérique et non en agrégat de "boules".

Le femtomètre (symbole fm) est une unité de mesure de longueur dérivée du mètre. Il vaut un  millionième de milliardième de mètre, soit 10-15 = 0,000 000 000 000 001 mètre.
1 femtomètre correspond à la taille d'un nucléon.
Le femtomètre fut d'abord nommé « fermi » en l'honneur du physicien Italien Enrico Fermi (le fermi comme tel ne fait pas partie du Système international d'unités). Son nom est formé à l'aide du préfixe femto, qui provient du danois Femten, signifiant « quinze ». Le femtomètre est entré dans le système des poids et mesures en 1964.
Cette unité est fréquemment utilisée pour mesurer le diamètre d'un noyau atomique. Le diamètre d'un noyau atomique peut atteindre environ 15 fm (cas des atomes les plus lourds, tels l'uranium). Le femtomètre est une unité de mesure adaptée, par exemple, pour l'approximation de la taille du proton. Le Picomètre qui est la mesure supérieure est utilisée pour mesurer les atomes eux-mêmes.